# Commoris minor
Commoris minor là một loài nhện trong họ Salticidae.
Loài này thuộc chi Commoris. Commoris minor được Eugène Simon miêu tả năm 1903.